# طلوع مردگان (فیلم ۲۰۰۴)
طلوع مردگان (به انگلیسی: Dawn of the Dead) فیلمی اکشن ترسناک آمریکایی محصول سال ۲۰۰۴ و اولین فیلم کارگردانی شده توسط زک اسنایدر است. فیلم‌نامه این فیلم توسط جیمز گان به رشته تحریر درآمده است و بازسازی فیلمی به همین نام به کارگردانی جورج ای. رومرو در سال ۱۹۷۸ است. در این فیلم بازیگرانی همچون سارا پالی، وینگ ریمز، جیک وبر و کوین زیگرز ایفای نقش می‌کنند.
طلوع مردگان توسط یونیورسال استودیوز در تاریخ ۱۹ مارس ۲۰۰۴ به نمایش درآمد. با وجود بیزاری رومرو از آن، فیلم به‌طور کلی با واکنش‌های مثبتی از سوی منتقدان همراه بود که از نظر عملکرد تیم بازیگری، ارزش‌های تولید و ترسناک بودن، پیشرفت‌هایی نسبت به فیلم اصلی داشتند. اما منتقدان نسبت به شخصیت‌پردازی فیلم انتقاداتی داشتند. طلوع مردگان در گیشه موفق بود، و ۱۰۲٬۳ میلیون دلار در سراسر جهان فروش کرد در حالی که ۲۶ میلیون دلار بودجه ساخت آن بوده است. دنباله‌ای معنوی تحت نام ارتش مردگان در مه ۲۰۲۱ به نمایش درآمد.